# Чемпионат Африки по волейболу среди клубных команд
Чемпионат Африки среди клубных команд (African Club Championship) — ежегодный волейбольный турнир, проводимый Африканской конфедерацией волейбола (СAVВ) среди сильнейших мужских и женских клубных команд стран Африки. Проводится с 1980 года среди мужчин и с 1986 — среди женщин.

## Мужчины

### Призёры
| Год  | Место проведения             | Золото                       | Серебро                      | Бронза                            |
| 1980 | Каир (Египет)                | «Аль-Ахли» (Каир)            | «Замалек» (Эль-Гиза)         |                                   |
| 1983 | Каир (Египет)                | «Аль-Ахли» (Каир)            | «Замалек» (Эль-Гиза)         |                                   |
| 1984 | Каир (Египет)                | «Замалек» (Эль-Гиза)         | «Аль-Ахли» (Каир)            | «Клуб Африкэн» (Тунис)            |
| 1985 | Сфакс (Тунис)                | «Сфаксьен» (Сфакс)           | «Замалек» (Эль-Гиза)         | «Насерия Хусейн Дей» (Алжир)      |
| 1986 | Дакар (Сенегал)              | «Сфаксьен» (Сфакс)           | «Замалек» (Эль-Гиза)         |                                   |
| 1987 | Каир (Египет)                | «Замалек» (Эль-Гиза)         | «Аль-Ахли» (Каир)            | «Кано Суперстарз» (Кано)          |
| 1988 | Алжир (Алжир)                | «Мулудия» (Алжир)            | «Этуаль Сетифьен» (Сетиф)    | «Сфаксьен» (Сфакс)                |
| 1989 | Сфакс (Тунис)                | «Сфаксьен» (Сфакс)           | «Мулудия» (Алжир)            | «Кано Суперстарз» (Кано)          |
| 1990 | Найроби (Кения)              | «Насерия Хусейн Дей» (Алжир) | «Мулудия» (Алжир)            | «Кано Суперстарз» (Кано)          |
| 1991 | Касабланка (Марокко)         | «Клуб Африкэн» (Тунис)       | «Мулудия» (Алжир)            | «Замалек» (Эль-Гиза)              |
| 1992 | Кано (Нигерия)               | «Клуб Африкэн» (Тунис)       | АЭС «Сонель»                 | «Мулудия» (Алжир)                 |
| 1993 | Тунис (Тунис)                | «Клуб Африкэн» (Тунис)       | «Замалек» (Эль-Гиза)         | «Аль-Ахли» (Каир)                 |
| 1994 | Тунис (Тунис)                | «Эсперанс» (Тунис)           | «Насерия Хусейн Дей» (Алжир) | «Сфаксьен» (Сфакс)                |
| 1995 | Найроби (Кения)              | «Аль-Ахли» (Каир)            | «Этуаль дю Сахель» (Сус)     | «Телком» (Найроби)                |
| 1996 | Абиджан (Кот-д’Ивуар)        | «Аль-Ахли» (Каир)            | «Этуаль дю Сахель» (Сус)     | «Эсперанс» (Тунис)                |
| 1997 | Дакар (Сенегал)              | «Аль-Ахли» (Каир)            | «Мулудия» (Алжир)            | «Насерия Хусейн Дей» (Алжир)      |
| 1998 | Тунис (Тунис)                | «Эсперанс» (Тунис)           | «Блида» (Блида)              | «Этуаль дю Сахель» (Сус)          |
| 1999 | Тунис (Тунис)                | «Сфаксьен» (Сфакс)           | «Эсперанс» (Тунис)           | «Этуаль дю Сахель» (Сус)          |
| 2000 | Тунис (Тунис)                | «Эсперанс» (Тунис)           | «Сфаксьен» (Сфакс)           | «Аннаба»                          |
| 2001 | Сус (Тунис)                  | «Этуаль дю Сахель» (Сус)     | «Сфаксьен» (Сфакс)           | ФАП (Яунде)                       |
| 2002 | Абиджан (Кот-д’Ивуар)        | «Этуаль дю Сахель» (Сус)     | «Замалек» (Эль-Гиза)         |                                   |
| 2003 | Каир (Египет)                | «Аль-Ахли» (Каир)            | «Олимпик» (Келибия)          | ФАП (Яунде)                       |
| 2004 | Аннаба (Алжир)               | «Аль-Ахли» (Каир)            | «Олимпик» (Келибия)          | «Тлемсен» (Тлемсен)               |
| 2005 | Котону (Бенин)               | «Сфаксьен» (Сфакс)           | ФАП (Яунде)                  | «ГСУ Найроби» (Найроби)           |
| 2006 | Дурбан (ЮАР)                 | «Аль-Ахли» (Каир)            | «Сфаксьен» (Сфакс)           | «Мулудия» (Алжир)                 |
| 2007 | Ниамей (Нигер)               | «Мулудия» (Алжир)            | «Аль-Гаиш» (Каир)            | «Аль-Ахли» (Каир)                 |
| 2008 | Мисрата (Ливия)              | «Замалек» (Эль-Гиза)         | «Аль-Ахли» (Каир)            | «Эсперанс» (Тунис)                |
| 2009 | Каир (Египет)                | «Замалек» (Эль-Гиза)         | «Аль-Ахли» (Каир)            | «Аль-Ахли» (Триполи)              |
| 2010 | Сфакс (Тунис)                | «Аль-Ахли» (Каир)            | «Замалек» (Эль-Гиза)         | «Сфаксьен» (Сфакс)                |
| 2011 | Каир (Египет)                | «Аль-Ахли» (Каир)            | «Кения Признс» (Найроби)     | «Эль-Гуиш»                        |
| 2012 | Сус (Тунис)                  | «Замалек» (Эль-Гиза)         | «Этуаль дю Сахель» (Сус)     | «Нади Риадхи» (Бордж-Бу-Арреридж) |
| 2013 | Триполи (Ливия)              | «Сфаксьен» (Сфакс)           | «Эсперанс» (Тунис)           | «Аль-Ахли» (Триполи)              |
| 2014 | Сус (Тунис)                  | «Эсперанс» (Тунис)           | «Аль-Ахли» (Каир)            | «Сфаксьен» (Сфакс)                |
| 2015 | Сус (Тунис)                  | «Аль-Ахли» (Каир)            | «Эсперанс» (Тунис)           | «Этуаль дю Сахель» (Сус)          |
| 2016 | Каир (Египет)                | «Тала Аль-Гаиш» (Каир)       | «Эсперанс» (Тунис)           | «Смуха» (Александрия)             |
| 2017 | Тунис (Тунис)                | «Аль-Ахли» (Каир)            | «Этуаль дю Сахель» (Сус)     | «Нади Риадхи» (Бордж-Бу-Арреридж) |
| 2018 | Каир (Египет)                | «Аль-Ахли» (Каир)            | «Тала Аль-Гаиш» (Каир)       | «Смуха» (Александрия)             |
| 2019 | Каир (Египет)                | «Аль-Ахли» (Каир)            | «Смуха» (Александрия)        | «Аль-Ахли» (Триполи)              |
| 2020 | чемпионат не проводился      | чемпионат не проводился      | чемпионат не проводился      | чемпионат не проводился           |
| 2021 | Тунис (Тунис)                | «Эсперанс» (Тунис)           | «Замалек» (Эль-Гиза)         | «Свехли» (Мисурата)               |
| 2022 | Келибия, Эль-Хауария (Тунис) | «Аль-Ахли» (Каир)            | «Эсперанс» (Тунис)           | «Гисагара» (Ндора)                |
| 2023 | Келибия, Эль-Хауария (Тунис) | «Мулудия Бусалем» (Джендуба) | «Замалек» (Эль-Гиза)         | «Улед-Адуан»                      |
| 2024 | Каир (Египет)                | «Аль-Ахли» (Каир)            | «Мулудия Бусалем» (Джендуба) | «Признс Сёрвис» (Найроби)         |
| 2025 | Мисурата (Ливия)             | «Свехли» (Мисурата)          | «Эсперанс» (Тунис)           | «Аль-Ахли» (Каир)                 |

В 43 проведённых турнирах 22 раза побеждали команды из Египта, 17 — Туниса, трижды — Алжира, один раз — Ливии. Наиболее именитые: «Аль-Ахли» (Египет) — 16 побед, «Сфаксьен» (Тунис) — 6, «Замалек» (Египет) — 5, «Эсперанс» (Тунис) — 5, «Клуб Африкэн» (Тунис) — 3.

## Женщины

### Призёры
| Год  | Место проведения             | Золото                          | Серебро                         | Бронза                          |
| 1986 | Тунис (Тунис)                | «Клуб Африкэн» (Тунис)          | ФАР (Рабат)                     | «Аль-Ахли» (Каир)               |
| 1987 | Каир (Египет)                | «Клуб Африкэн» (Тунис)          | «Аль-Ахли» (Каир)               | «Мулудия Петрольерс» (Алжир)    |
| 1988 | Алжир (Алжир)                | «Клуб Африкэн» (Тунис)          | «Аль-Ахли» (Каир)               | «Мулудия Петрольерс» (Алжир)    |
| 1989 | Тунис (Тунис)                | «Клуб Африкэн» (Тунис)          | «Аль-Ахли» (Каир)               | «Аль-Хилаль» (Тунис)            |
| 1990 |                              | «Аль-Ахли» (Каир)               |                                 |                                 |
| 1991 | Найроби (Кения)              | «Поста» (Найроби)               | «Аль-Ахли» (Каир)               | «Мулудия» (Алжир)               |
| 1992 |                              | «Поста» (Найроби)               |                                 |                                 |
| 1993 | чемпионат не проводился      | чемпионат не проводился         | чемпионат не проводился         | чемпионат не проводился         |
| 1994 | чемпионат не проводился      | чемпионат не проводился         | чемпионат не проводился         | чемпионат не проводился         |
| 1995 |                              | «Кения Пайплайн» (Найроби)      | «Аль-Ахли» (Каир)               | «Кения Коммерсл Бэнк» (Найроби) |
| 1996 | чемпионат не проводился      | чемпионат не проводился         | чемпионат не проводился         | чемпионат не проводился         |
| 1997 | Беджая (Алжир)               | «Вилая Беджая» (Беджая)         | «Аль-Ахли» (Каир)               | «Кения Коммерсл Бэнк» (Найроби) |
| 1998 | Найроби (Кения)              | «Кения Пайплайн» (Найроби)      | «Аль-Ахли» (Каир)               | «Кения Коммерсл Бэнк» (Найроби) |
| 1999 |                              | «Аль-Ахли» (Каир)               | «Кения Пайплайн» (Найроби)      |                                 |
| 2000 | Каир (Египет)                | «Аль-Ахли» (Каир)               | «Кения Пайплайн» (Найроби)      |                                 |
| 2001 | Тлемсен (Алжир)              | «Кения Пайплайн» (Найроби)      | «Аль-Ахли» (Каир)               | «Телком» (Найроби)              |
| 2002 | Дакар (Сенегал)              | «Кения Пайплайн» (Найроби)      | «Мулудия» (Алжир)               | «Каскад» (Виктория)             |
| 2003 | Каир (Египет)                | «Аль-Ахли» (Каир)               | «Кения Пайплайн» (Найроби)      | «АЭС Сонель»                    |
| 2004 | Дакар (Сенегал)              | «Кения Пайплайн» (Найроби)      | «Насерия» (Беджая)              | «Аль-Ахли» (Каир)               |
| 2005 | Найроби (Кения)              | «Кения Пайплайн» (Найроби)      | «Аль-Ахли» (Каир)               | «Кения Коммерсл Бэнк» (Найроби) |
| 2006 | Вакоа-Феникс (Маврикий)      | «Кения Коммерсл Бэнк» (Найроби) | «Аль-Ахли» (Каир)               | «Кения Пайплайн» (Найроби)      |
| 2007 | Каир (Египет)                | «Аль-Ахли» (Каир)               | «Кения Пайплайн» (Найроби)      | «Кения Коммерсл Бэнк» (Найроби) |
| 2008 | Каир (Египет)                | «Кения Признс» (Найроби)        | «Мулудия» (Алжир)               | «Кения Коммерсл Бэнк» (Найроби) |
| 2009 | Найроби (Кения)              | «Аль-Ахли» (Каир)               | «Кения Коммерсл Бэнк» (Найроби) | «Насерия» (Беджая)              |
| 2010 | Вакоа-Феникс (Маврикий)      | «Кения Признс» (Найроби)        | «Кения Пайплайн» (Найроби)      | «Кения Коммерсл Бэнк» (Найроби) |
| 2011 | Найроби (Кения)              | «Кения Признс» (Найроби)        | «Кения Пайплайн» (Найроби)      | «Аль-Ахли» (Каир)               |
| 2012 | Найроби (Кения)              | «Кения Признс» (Найроби)        | «Кения Пайплайн» (Найроби)      | «Неджмет Риадхи» (Шлеф)         |
| 2013 | Антананариву (Мадагаскар)    | «Кения Признс» (Найроби)        | «ГС Петрольерс» (Алжир)         | «Аль-Ахли» (Каир)               |
| 2014 | Карфаген (Тунис)             | «ГС Петрольерс» (Алжир)         | «Кения Признс» (Найроби)        | «Кения Пайплайн» (Найроби)      |
| 2015 | Каир (Египет)                | «Аль-Ахли» (Каир)               | «Кения Пайплайн» (Найроби)      | «Картаж» (Карфаген)             |
| 2016 | Тунис (Тунис)                | «Аль-Ахли» (Каир)               | «Картаж» (Карфаген)             | «Кения Пайплайн» (Найроби)      |
| 2017 | Монастир (Тунис)             | «Картаж» (Карфаген)             | «Аль-Ахли» (Каир)               | «Кения Признс» (Найроби)        |
| 2018 | Каир (Египет)                | «Аль-Ахли» (Каир)               | «Картаж» (Карфаген)             | «Кения Пайплайн» (Найроби)      |
| 2019 | Каир (Египет)                | «Аль-Ахли» (Каир)               | «Картаж» (Карфаген)             | «Кения Пайплайн» (Найроби)      |
| 2020 | чемпионат не проводился      | чемпионат не проводился         | чемпионат не проводился         | чемпионат не проводился         |
| 2021 | Келибия (Тунис)              | «Картаж» (Карфаген)             | «Сфаксьен» (Сфакс)              | «Кения Признс» (Найроби)        |
| 2022 | Келибия, Эль-Хауария (Тунис) | «Кения Коммерсл Бэнк» (Найроби) | «Аль-Ахли» (Каир)               | «Кения Пайплайн» (Найроби)      |
| 2023 | Набуль, Келибия (Тунис)      | «Замалек» (Эль-Гиза)            | «Кения Пайплайн» (Найроби)      | «Картаж» (Карфаген)             |
| 2024 | Каир, Эль-Гиза (Египет)      | «Замалек» (Эль-Гиза)            | «Аль-Ахли» (Каир)               | «Кения Пайплайн» (Найроби)      |
| 2025 | Абуджа (Нигерия)             | «Замалек» (Эль-Гиза)            | «Аль-Ахли» (Каир)               | «Кения Пайплайн» (Найроби)      |

В 36 проведённых турнирах 15 раз побеждали команды Кении, 13 — Египта, 6 — Туниса, дважды — Алжира. Наиболее именитые: «Аль-Ахли» (Египет) — 10 побед, «Кения Пайплайн» (Кения) — 7, «Кения Признс» (Кения) — 5, «Клуб Африкэн» (Тунис) — 4.

## Регламент
В 2025 году в мужском турнире, проходившем с 14 по 23 апреля в Мисурате (Ливия), приняли участие 23 команды из 13 стран. Тремя командами были представлены Камерун, Кения, ДР Конго и Ливия, двумя — Алжир и Руанда, одной — Гана, Египет, Маврикий, Марокко, Тунис, Уганда и Эфиопия. Соревнования состояли из предварительного этапа (4 группы) и плей-офф (1/8-финала, четвертьфиналы за 1—8, 9—16, 17—23 места, полуфиналы за 1—4, 5—8, 9—12, 13—16, 17—20 и 21—23 места и финалы). Чемпионский титул выиграл «Свехли» (Мисурата, Ливия), победивший в финале «Эсперанс» (Тунис, Тунис) 3:2. 3-е место занял «Аль-Ахли» (Каир, Египет), 4-е — АПР (Кигали, Руанда), 5-е — «Аль-Иттихад» (Триполи, Ливия), 6-е — «Эспуар» (Киншаса, ДР Конго), 7-е — «Файт Юнион Спорт» (Рабат, Марокко), 8-е — «Видад Амель» (Тлемсен, Алжир), 9-е — «Аль-Насер» (Бенгази, Ливия), 10-е — «Дженерал Сёрвайс Юнит» (Найроби, Кения), 11-е — «Кения Портс Оторити» (Момбаса, Кения), 12-е — «Порт Отоном де Дуала» (Дуала, Камерун), 13-е — «Кастель» (Батна, Алжир), 14-е «Родригес Орэндж» (Порт-Луи, Маврикий), 15-е — «Камерун Спортс» (Яунде, Камерун), 16-е «Кеплер» (Кигали, Руанда), 17-е — «Литто» (Дуала, Камерун), 18-е «Кения Признс» (Найроби, Кения), 19-е — «Немостарз» (Кигали, Уганда), 20-е — «Элвак Уингз» (Аккра, Гана), 21-е — «Гард Репюбликэн» (Киншаса, ДР Конго), 22-е — «Волайта Дича» (Соддо, Эфиопия), 23-е — «Эмманюэль» (Матади, ДР Конго), .
Соревнования женщин 2025 года прошли с 3 по 13 апреля в Абудже (Нигерия). В турнире приняли участие 16 команд из 10 стран. Тремя командами была представлена Кения, двумя — Египет, Камерун, Нигерия и Руанда, одной — Ботсвана, ДР Конго, Кот-д’Ивуар, Сенегал и Тунис. Соревнования состояли из предварительного этапа (4 группы) и плей-офф (1/8-финала, четвертьфиналы за 1—8 и 9—16 места, полуфиналы за 1—4, 5—8, 9—12, 13—15 места и финалы). Чемпионский титул в 3-й раз подряд выиграл «Замалек» (Эль-Гиза, Египет), победивший в финале «Аль-Ахли» (Каир, Египет) 3:1. 3-е место заняла «Кения Пайплайн» (Найроби, Кения), 4-е — «КФ Картаж» (Карфаген, Тунис), 5-е — «Кения Коммерсл Бэнк» (Найроби, Кения), 6-е — «Кения Признс» (Найроби, Кения), 7-е — «Летто» (Дуала, Камерун), 8-е — АПР (Кигали, Руанда), 9-е — «Руанда Насьональ Полис» (Кигали, Руанда), 10-е — «Найджиэрия Кастомс Сёрвис» (Абуджа, Нигерия), 11-е — «Чиф Нэвэл Стафф» (Лагос, Нигерия), 12-е — «Ла Луа» (Киншаса, ДР Конго), 13-е — «Майо Кани Эволюсьон» (Яунде, Камерун), 14-е — «Декарт» (Абиджан, Кот-д’Ивуар), 15-е «Сококим» (Дакар, Сенегал), 16-е — «Спайкинг Старз» (Габороне, Ботсвана).